# Tenno
Tenno település Olaszországban, Trento megyében. Lakosainak száma 2002 fő (2023. január 1.). Tenno Arco, Ledro, Fiavé, Comano Terme és Riva del Garda községekkel határos.

## Népesség
A település népességének változása:
| Lakosok száma | 2045 | 1996 | 2002 |
|               | 2017 | 2018 | 2023 |